# NGC 2451
NGC 2451 је расејано звездано јато у сазвежђу Крма које се налази на NGC листи објеката дубоког неба.
Деклинација објекта је - 37° 57' 0" а ректасцензија 7h 45m 24,0s. Привидна величина (магнитуда) објекта NGC 2451 износи 2,8. NGC 2451 је још познат и под ознакама OCL 716, ESO 311-SC8, *Grp ?.